# Rozsdamentes acél
A metallurgiában a rozsdamentes acél (más neveken inox acél, inox a francia inoxydable szóból) egy minimum 10,5% krómot tartalmazó acélötvözet, mely segítségével fokozott rozsdaállóságot nyer a közönséges acélhoz képest.
A rozsdamentes acél ellenállóbb a rozsdával, foltosodással szemben, mint a közönséges acél, de a nevével ellentétben képes a rozsdásodásra, különösen alacsony oxigéntartalmú, magas sótartalmú vagy nem szellőző körülmények között. Gyakori hivatkozási név a rozsdaálló acél, amikor a pontos összetétel nem ismert vagy nem lényeges, főként a repülőiparban. A rozsdamentes acélnak számos összetétele és felületképzése létezik attól függően, hogy azt milyen célokra szánják. Fő felhasználási területei azok, ahol az acél keménységi és rugalmassági jellemzőire éppúgy szükség van, mint a rozsdaállóságra.
A rozsdamentes acélt a közönséges acéltól krómtartalma különbözteti meg. A védelem nélküli acél levegő és nedvesség hatására hamar rozsdásodni kezd; a képződő vas-oxid réteg (a rozsda) aktív anyag és folyamatosan haladva újabb réteg vas-oxidot hoz létre, ami a nagyobb térfogata miatt lehámlik és lehull az acéltárgyról. A megfelelő krómtartalmú acél esetén a króm-oxid passzív réteget képez, ami megelőzi a felület további rozsdásodását, és megakadályozza annak az acél belső rétegeibe történő haladását, valamint a króm és oxidja hasonló méretű ionjai miatt a réteg szorosan egyben marad és nem hullik le.
A króm passzivációja csak akkor történik meg, ha a krómtartalom megfelelő arányú és oxigén van jelen.

## Története
Kevés rozsdaálló vastárgy maradt meg a történelem során. Az egyik híres példa Delhi vasoszlopa, melyet Kumara Gupta emeltetett i.sz. 400 körül. A rozsdamentes acélokkal szemben ezen ötvözet rozsdaállóságát nem a króm, hanem a magas foszfortartalom adta, ami a megfelelő klíma mellett a vasoxid mellett foszfátokat tartalmazó réteget képezett, ami megvédte a vas anyagát.
Az első regisztrált krómtartalmú rozsdaálló acélt Pierre Berthier francia metallurgista készítette 1821-ben, aki emellett savállóságát is kiemelte és javasolta a konyhai eszközökben való használatát. A 19. század fémfeldolgozó-ipara nem volt képes a mai rozsdamentes acélokra jellemző alacsony széntartalmat és magas krómtartalmat biztosítani, ezért az eredmény túl törékeny volt a mindennapi felhasználáshoz.
Az 1890-es évek végén Hans Goldschmidt Németországban kidolgozta azt az aluminotermikus módszert, ami szénmentes krómot tudott előállítani.

## Jellemzői
A szobahőmérsékleten történő rozsdásodással való ellenállóképességet a minimum 13 tömegszázalék króm adja, mely maximum 26%-ig növelhető különösen kedvezőtlen környezetre való felkészítés esetén.
A közönséges acélhoz hasonlóan a rozsdamentes acél sem vezeti túl jól az elektromosságot.
A ferrit és martenzit rozsdamentes acélok mágnesesek, az ausztenit nem.

## Alkalmazása

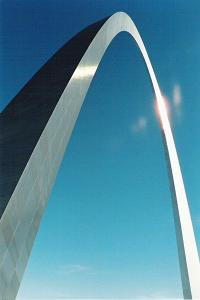
A 195 méter magas rozsdamentes acél (304-es ötvözet) kapuív St. Louis meghatározó látványa

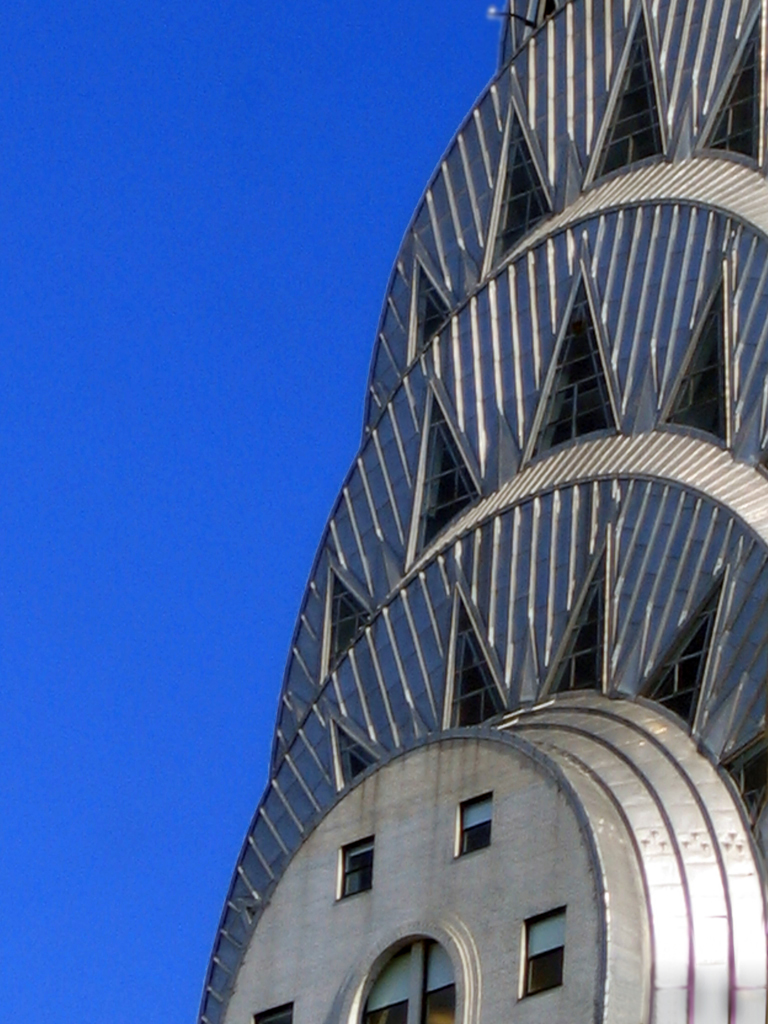
A New York-i Chrysler Building előrésze Nirosta rozsdamentes acélbevonatú, ami a 302-es ötvözet egy formája

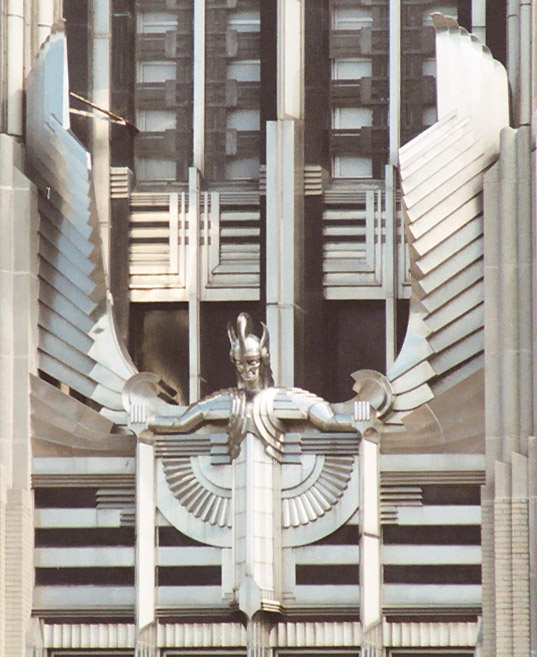
Egy art deco szobor a Niagara–Mohawk Power épületén, a New York megyei Syracuse-ban

Felhasználása széles körű, köszönhetően a rozsdásodás és foltosodás elleni ellenállóságának, az alacsony karbantartási igénynek és a hétköznapokban megszokott anyagának. Több mint 150 fajta rozsdamentes acélt ismerünk, melyből nagyjából tizenötöt használunk mindennapi felhasználások során.

## Újrafeldolgozás és újrafelhasználás
A rozsdamentes acél 100%-ban újrafeldolgozható.

## A rozsdamentes acélok fajtái
A rozsdamentes acéloknak számos fajtája létezik. Például amikor nikkelt adnak hozzá akkor a vas ausztenit szerkezete stabilizálódik; ennek kristályszerkezete az anyagot gyakorlatilag mágnesezhetetlenné és rugalmasabbá teszi alacsony hőmérsékleteken. A nagyobb keménységhez a széntartalmat lehet növelni. A megfelelő hőkezeléssel olyan különlegesebb felhasználásokra lehet alkalmas mint a borotvapengék, professzionális konyhai eszközök vagy célszerszámok. Gyakran használnak mangánt bizonyos rozsdamentes ötvözetekben: ez segít megőrizni az ausztenites szerkezetet a nikkelhez hasonlóan, de ára annál alacsonyabb.
A rozsdamentes acélokat kristályszerkezetük alapján is osztályozzuk:
- ausztenit (vagy 200-as és 300-as amerikai sorozat), melynek lapközepes köbös kristályszerkezete van. A teljes rozsdamentes acéltermelésnek mintegy 70%-át teszi ki. Ezen ötvözet minimum 0,15% szenet, minimum 16% krómot és megfelelő mennyiségű nikkelt vagy mangánt tartalmaz hogy a kriogén hőmérsékletektől az anyag olvadáspontjáig mindenütt megtartsa stabil ausztenites szerkezetét.
  - 200-as sorozat, ausztentites króm-nikkel-mangán ötvözet.
  - 300-as sorozat, a leggyakrabban használt fajta a 18/8 (amerikai 301) jelzésű ötvözet, mely 18% krómot és 8% nikkelt tartalmaz. A második leggyakoribb anyag a 18/10 jelzésű (amerikai 304) ötvözet, mely főként fokozott rozsdaállóságáról ismert; tipikusan 18% krómot és 10% nikkelt tartalmazó ötvözetét gyakran alkalmazzák evőeszközök és minőségi edények esetén. A 18/0 ötvözet is használt.
- a ferrit ötvözeteknek általában jobb feldolgozhatósága van, de az alacsonyabb króm- és nikkeltartalom miatt rozsdaállóságuk gyengébb. Előállításuk olcsóbb. Általában 10,5–27% krómot és igen kevés nikkelt tartalmaznak, de némely ötvözetben ólom található. A legtöbb fajta tartalmaz molibdént, némelyik alumíniumot vagy titánt. Gyakori ötvözetei a 18Cr-2Mo, 26Cr-1Mo, 29Cr-4Mo, és 29Cr-4Mo-2Ni.
- a martenzit az előbbieknél kevésbé rozsdaálló, azonban különösen erős, gépileg igen jól feldolgozható és hőkezeléssel erősíthető. Az ötvözet krómot (12–14%), molibdént (0,2–1%), nikkelt (2%-nál kevesebb) és szenet (0,1–1%) tartalmaz (mely utóbbi keményebbé, de törékenyebbé teszi az anyagot). Mágneses tulajdonságokkal rendelkezik. Ilyen ötvözet például az X30Cr13.
  - a kicsapódásos-hőkezelt martenzit rozsdaállósága az ausztenithez hasonló, de a hőkezeléssel még a martenzitnél is erősebbé tehető. A leggyakoribb ötvözete a 17-4PH nagyjából 17% krómot és 4% nikkelt tartalmaz.
- a duplex rozsdamentes acélok vegyes ausztenit és ferrit mikroszerkezettel rendelkeznek; általában a cél az 50–50%, bár a kereskedelemben gyakori a 40–60-as arány is. A duplex anyagok nagyjából kétszer erősebbek az ausztenithez képest és erős helyi korrózióállósággal rendelkeznek. Krómtartalmuk (19–32%) és molibdéntartalmuk (5%-ig) magasabb és nikkeltartalmuk alacsonyabb az ausztenithez képest. Létezik a duplex anyagoknak fejlesztett változata is, melyet szuper duplex acélnak neveznek.[2] Magasabb szintű ellenállóságát a hozzáadott króm, molibdén és nitrogén adja.

## Rozsdamentes acél felületek

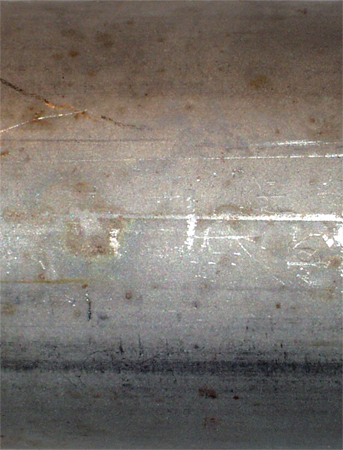
316L rozsdamentes acél polírozatlan felülettel

## Összehasonlítás és szabványos összetétel
Források:
| EN-szabvány DIN acélazonosító | EN-szabvány Acélnév | SAE osztály (USA) | UNS           |
| ----------------------------- | ------------------- | ----------------- | ------------- |
|                               |                     | 440A              | S44002        |
| 1.4028                        | X30Cr13             | 420               | S42000        |
| 1.4112                        | X90CrMoV18          | 440B              | S44003        |
| 1.4125                        | X105CrMo17          | 440C              | S44004        |
|                               |                     | 440F              | S44020        |
| 1.4016                        | X6Cr17              | 430               | S43000        |
| 1.4408                        | G-X 6 CrNiMo 18-10  | 316               |               |
| 1.4512                        | X6CrTi12            | 409               | S40900        |
|                               |                     | 410               | S41000        |
| 1.4310                        | X10CrNi18-8         | 301               | S30100        |
| 1.4318                        | X2CrNiN18-7         | 301LN             |               |
| 1.4307                        | X2CrNi18-9          | 304L              | S30403        |
| 1.4306                        | X2CrNi19-11         | 304L              | S30403        |
| 1.4311                        | X2CrCrNiN18-10      | 304LN             | S30453        |
| 1.4301                        | X5CrNi18-10         | 304               | S30400        |
| 1.4948                        | X6CrNi18-11         | 304H              | S30409        |
| 1.4303                        | X5CrNi18-12         | 305               | S30500        |
|                               | X5CrNi30-9          | 312               |               |
| 1.4541                        | X6CrNiTi18-10       | 321               | S32100        |
| 1.4878                        | X12CrNiTi18-9       | 321H              | S32109        |
| 1.4404                        | X2CrNiMo17-12-2     | 316L              | S31603        |
| 1.4401                        | X5CrNiMo17-12-2     | 316               | S31600        |
| 1.4406                        | X2CrNiMoN17-12-2    | 316LN             | S31653        |
| 1.4432                        | X2CrNiMo17-12-3     | 316L              | S31603        |
| 1.4435                        | X2CrNiMo18-14-3     | 316L              | S31603        |
| 1.4436                        | X3CrNiMo17-13-3     | 316               | S31600        |
| 1.4571                        | X6CrNiMoTi17-12-2   | 316Ti             | S31635        |
| 1.4429                        | X2CrNiMoN17-13-3    | 316LN             | S31653        |
| 1.4438                        | X2CrNiMo18-15-4     | 317L              | S31703        |
| 1.4362                        | X2CrNi23-4          | 2304              | S32304        |
| 1.4462                        | X2CrNiMoN22-5-3     | 2205              | S31803/S32205 |
| 1.4539                        | X1NiCrMoCu25-20-5   | 904L              | N08904        |
| 1.4529                        | X1NiCrMoCuN25-20-7  |                   | N08926        |
| 1.4547                        | X1CrNiMoCuN20-18-7  | 254SMO            | S31254        |

## Fordítás
- Ez a szócikk részben vagy egészben  a   Stainless steel című angol Wikipédia-szócikk ezen változatának fordításán alapul.  Az eredeti cikk szerkesztőit annak laptörténete sorolja fel. Ez a jelzés csupán a megfogalmazás eredetét és a szerzői jogokat jelzi, nem szolgál a cikkben szereplő információk forrásmegjelöléseként.